# Autoroute A 64
Die Autoroute A 64, auch als La Pyrénéenne bezeichnet, ist eine französische Autobahn, die in Bayonne beginnt und in Toulouse endet. Sie hat eine Länge von 277 km.

## Geschichte
- ?. ? 1972: Eröffnung Lestelle - Mancioux (Abfahrt 19 - F.P.) → (N 127)
- ?. ? 1976: Eröffnung Martres-Tolosane - Mancioux (Abfahrt 22 - F.P.) → (N 127)
- 9. April 1977: Eröffnung Berenx - Gouze
- ?. ? 1979: Eröffnung Toulouse - Roques (A 620 - Abfahrt 36), (1. Fahrbahn)
- 28. Oktober 1982: Eröffnung Gouze - Artix (F.P. - Abfahrt 9)
- 21. März 1985: Eröffnung Artix - Soumoulou (Abfahrt 9 – 11)
- 1. Juli 1988: Eröffnung Soumoulou - Tarbes-ouest (Abfahrt 11 – 12)
- ?. ? 1988: Eröffnung Lanespède - Capvern (F.P. - Abfahrt 15)
- 27. Januar 1989: Eröffnung Tarbes-ouest - Lanespède (Abfahrt 12 - F.P.)
- ?. ? 1990: Eröffnung Bayonne - Briscous (A 63 - Abfahrt 3) → (D1)
- ?. ? 1990: Eröffnung Briscous - Urt (Abfahrt 3 – 4)
- 9. Juli 1991: Eröffnung Peyrehorade - Berenx (Abfahrt 6 - F.P.)
- 9. Juli 1991: Eröffnung Capvern - Pinas (Abfahrt 15 - F.P.)
- 20. Dezember 1991: Eröffnung Urt - Peyrehorade (Abfahrt 4 – 6)
- 5. März 1996: Eröffnung Muret - Roques (Abfahrt 35 – 36)
- 5. März 1996: Eröffnung Toulouse - Roques (A 620 - Abfahrt 36), (2. Fahrbahn)
- 9. Juli 1996: Eröffnung Pinas - Lestelle-de-Saint-Martory - Martres-Tolosane (F.P. - Abfahrt 22)
- 13. Juli 1998: Eröffnung Martres-Tolosane - Muret (Abfahrt 22 – 35)

## Großstädte an der Autobahn
- Bayonne
- Toulouse